# 利曼超級賽車

国际汽联世界耐力锦标赛中使用的超級賽車级別標誌

利曼超級賽車（英語：Le Mans Hypercar，LMH）是一類原型賽車，同LMDh（Le Mans Daytona h）賽車共同构成国际汽联世界耐力锦标赛的超級賽車（Hypercar）組别。
2019年，來自法國的西方汽車俱樂部（ACO）與国际汽车联合会（FIA）共同規劃了2021年全新的世界耐力錦標賽重大改組，他們將過去最高的LMP1組別取消，改以超級賽車組別LMH車型與LMDh車型取而代之。 其中使用LMH車型的廠隊需要製造至少20輛街道版的超級跑車，方能獲得參賽資格。而選擇使用LMDh車型的隊伍則是透過現有的廠商提供LMP2等級的底盤（不得另行改裝），僅能夠在動力與外型方面做出變化修改。此外，LMDh也同時符合國際賽車運動協會跑車錦標賽的參賽規範，從2023年起以GTP組别參加國際賽車運動協會跑車錦標賽的賽事。
根據FIA的設定，LMH與LMDh都擁有角逐總冠軍的實力，两者间的差異在於底盤與油電系統的自主设计权，LMH為自主设计的原型賽車（可選擇混合动力），而LMDh則是基于共享底盘结构的原型賽車（并且强制混合动力）。 非混合动力的LMP1賽車根據「祖父條款」將被允许參加2021年和2022年赛事。

## 技術規則
賽車的正面面积不得低于1.6平方（17平方英尺），而且「除非獲現行規則明確授權或需按照原车设计，否則从上方、侧面和正面看時不允許看到任何機械部件。」 另外亦禁止使用可移动的空气动力学部件。

### 车辆规格
| 最大車身长度                         | 5,000 mm（200英寸）                                   |
| 最大車身宽度                         | 2,000 mm（79英寸）                                    |
| 最高車身高度 (不含天線)              | 1,150 mm（45英寸）                                    |
| 最大轴距                             | 3,150 mm（124英寸）                                   |
| 最小正面面积                         | 1.6 m2（2,500 sq in）                                 |
| 最小重量                             | 1,030（2,270磅）                                      |
| 最小发动机重量                       | 165（364磅）                                          |
| 发动机排量                           | 没有限制                                              |
| 最大功率输出                         | 純內燃機：470 kW（630 hp） 油電車型：500 kW（670 hp） |
| 油電系統最大输出 (限120km/h以上作動) | 前軸200 kW（270 hp）                                  |
| 轮胎最大直径                         | 28英寸（710 mm）                                      |
| 轮胎最大宽度                         | 15英寸（380 mm）                                      |

## 已确认参赛的賽車
| 制造商            | 車型             | 图片 | 年份 | 首次出賽                     | 参考                 |
| ----------------- | ---------------- | ---- | ---- | ---------------------------- | -------------------- |
| 丰田              | GR010 Hybrid     |      | 2021 | 2021年斯帕-弗朗科爾尚6小時賽 | [ 8 ] [ 9 ]          |
| 卡梅隆·格里肯豪斯 | SCG 007 LMH      |      | 2021 | 2021年波爾蒂芒8小時賽        | [ 10 ]               |
| 標緻              | 9X8 LMH          |      | 2022 | 2022年蒙扎6小時賽            | [ 11 ] [ 12 ]        |
| 法拉利            | 499P             |      | 2023 | 2023年锡布灵1000英里赛       | [ 14 ] [ 15 ] [ 16 ] |
| 范沃尔            | Vandervell 680   |      | 2023 | 2023年锡布灵1000英里赛       | [ 17 ] [ 18 ]        |
| 伊索塔·弗拉西尼   | Tipo 6 LMH-C     |      | 2024 | 2024年卡塔爾1812公里賽       | [ 19 ]               |
| 阿斯顿·马丁       | Valkyrie AMR-LMH |      | 2025 | 2025年卡塔爾1812公里賽       | [ 20 ]               |